# Discografia de After Forever
A discografia de After Forever, uma banda neerlandesa de metal sinfônico, consiste em cinco álbuns de estúdio, um extended play, uma compilação, dois álbuns demo, nove singles e sete videoclipes.
A banda foi formada em 1995 na cidade de Reuver, Limburgo pelos músicos Sander Gommans e Mark Jansen, e permaneceu ativa durante 14 anos, até oficialmente encerrar suas atividades em 2009, sendo reconhecida pelo seu legado como uma das bandas mais importantes e influentes da cena do metal sinfônico.
Seus primeiros trabalhos — as demos Ephemeral e Wings of Illusion —, foram lançadas de forma independente, visando atrair o interesse de alguma gravadora. O álbum de estreia, Prison of Desire, foi então lançado em 24 de abril de 2000 através do selo Transmission Records, contendo a participação da cantora Sharon den Adel (Within Temptation) na faixa "Beyond Me". A canção "Follow in the Cry" também foi disponibilizada como um single do álbum. Decipher, o segundo disco da carreira, saiu em novembro de 2001 e foi recebido com forte aclamação pela crítica especializada, viabilizando uma maior popularidade da banda em território europeu. O disco gerou ainda o single "Emphasis", que também contou com a produção de um videoclipe.
Após a saída do membro cofundador Mark, a banda lançou o EP Exordium em 17 de outubro de 2003, que introduziu uma camada mais progressiva à sonoridade do grupo, além de incluir também o single "My Choice" e um cover da canção "The Evil That Men Do", original da banda inglesa Iron Maiden. No ano seguinte, mais precisamente em 25 de março de 2004, foi lançado o álbum conceitual Invisible Circles, que debutou na 24.ª posição das paradas neerlandesas, com o single "Digital Deceit" também obtendo moderado sucesso nos Países Baixos. Paralelamente, o grupo gravou o álbum seguinte enquanto excursionava com os concertos promocionais de Invisible Circles, resultando no lançamento de Remagine em 8 de setembro de 2005, e seu respectivo single "Being Everyone" sendo disponibilizado no mesmo mês.
Em 19 de junho de 2006, foi lançada a compilação Mea Culpa, abrangendo uma grande parte da discografia da banda até aquele momento, além de raridades, conteúdos especiais e a participação do cantor Marco Hietala (Nightwish) numa regravação da canção "Face Your Demons". Este também foi o último lançamento do grupo em parceria com a Transmission, uma vez que eles assinaram com a gravadora Nuclear Blast em outubro de 2006 para o lançamento do álbum autointitulado After Forever, o último da carreira, que chegou ao mercado em 23 de abril de 2007. O disco, que contou com participações especiais de Jeff Waters (Annihilator) e Doro Pesch, debutou na sexta posição das paradas neerlandesas, além de figurar em tabelas musicais de outros cinco países, tornando-se um enorme sucesso comercial, bem como de crítica.

## Álbuns

### Álbuns de estúdio
| Ano                                                               | Detalhes | Melhores posições | Melhores posições | Melhores posições | Melhores posições | Melhores posições | Melhores posições |
| Ano                                                               | Detalhes | ALE               | BEL (Fla)         | BEL (Val)         | FRA               | JAP               | PB                |
| ----------------------------------------------------------------- | --- | ----------------- | ----------------- | ----------------- | ----------------- | ----------------- | ----------------- |
| 2000                                                              | Prison of Desire - Lançamento: 24 de abril de 2000 - Formatos: CD - Gravadora: Transmission                          | —                 | —                 | —                 | —                 | —                 | —                 |
| 2001                                                              | Decipher - Lançamento: novembro de 2001 - Formatos: CD - Gravadora: Transmission                                     | —                 | —                 | —                 | —                 | —                 | —                 |
| 2004                                                              | Invisible Circles - Lançamento: 25 de março de 2004 - Formatos: CD - Gravadora: Transmission                         | —                 | 74                | —                 | —                 | 272               | 24                |
| 2005                                                              | Remagine - Lançamento: 8 de setembro de 2005 - Formatos: CD, SACD, DVD - Gravadora: Transmission                     | —                 | 55                | 96                | —                 | —                 | 21                |
| 2007                                                              | After Forever - Lançamento: 23 de abril de 2007 - Formatos: CD, DVD, LP, download digital - Gravadora: Nuclear Blast | 98                | 89                | 72                | 105               | 234               | 6                 |
| "—" denota álbuns lançados que não entraram nas paradas musicais. | |                   |                   |                   |                   |                   |                   |

### Extended plays(EPs)
| Ano  | Detalhes                                                                              | Melhores posições |
| Ano  | Detalhes                                                                              | PB                |
| ---- | ------------------------------------------------------------------------------------- | ----------------- |
| 2003 | Exordium - Lançamento: 17 de outubro de 2003 - Formatos: CD - Gravadora: Transmission | 56                |

### Compilações
| Ano  | Detalhes                                                                             | Melhores posições |
| Ano  | Detalhes                                                                             | PB                |
| ---- | ------------------------------------------------------------------------------------ | ----------------- |
| 2006 | Mea Culpa - Lançamento: 19 de junho de 2006 - Formatos: CD - Gravadora: Transmission | 69                |

### Álbuns demo
| Ano  | Detalhes                                                                      |
| ---- | ----------------------------------------------------------------------------- |
| 1999 | Ephemeral - Lançamento: 1999 - Formatos: CD - Gravadora: Independente         |
| 1999 | Wings of Illusion - Lançamento: 1999 - Formatos: CD - Gravadora: Independente |

## Singles
| Ano                                                                           | Single                | Melhores posições | Álbum             |
| Ano                                                                           | Single                | PB                | Álbum             |
| ----------------------------------------------------------------------------- | --------------------- | ----------------- | ----------------- |
| 2000                                                                          | "Follow in the Cry"   | —                 | Prison of Desire  |
| 2002                                                                          | "Emphasis"            | —                 | Decipher          |
| 2002                                                                          | "Monolith of Doubt"   | —                 | Decipher          |
| 2003                                                                          | "My Choice"           | —                 | Exordium          |
| 2004                                                                          | "Digital Deceit"      | 41                | Invisible Circles |
| 2005                                                                          | "Being Everyone"      | 54                | Remagine          |
| 2006                                                                          | "Two Sides"           | —                 | Mea Culpa         |
| 2007                                                                          | "Energize Me"         | 94                | After Forever     |
| 2007                                                                          | "Equally Destructive" | 89                | After Forever     |
| "—" denotam singles que não entraram nas paradas musicais do respectivo país. |                       |                   |                   |

## Videoclipes
| Ano  | Canção                | Diretor       | Ref.   |
| ---- | --------------------- | ------------- | ------ |
| 2002 | "Emphasis"            | N/A           | [ 24 ] |
| 2003 | "My Choice"           | N/A           | [ 25 ] |
| 2004 | "Digital Deceit"      | N/A           | [ 26 ] |
| 2005 | "Being Everyone"      | N/A           | [ 27 ] |
| 2007 | "Energize Me"         | N/A           | [ 28 ] |
| 2007 | "Equally Destructive" | J.D. Schipper | [ 29 ] |
| 2007 | "Discord"             | J.D. Schipper | [ 30 ] |